# Maximiliaan Kolbe

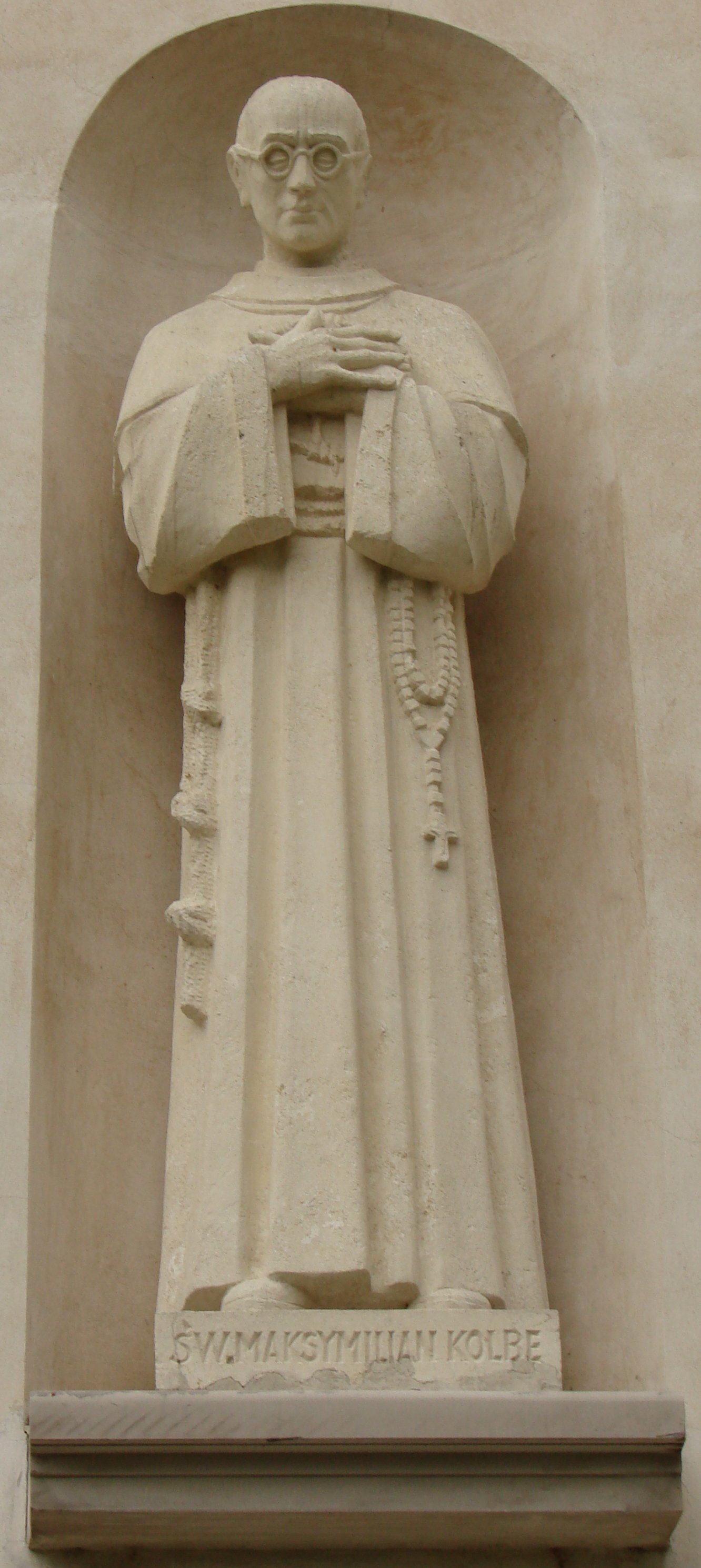
Beeld van Maximiliaan Kolbe

Maximiliaan Maria Kolbe, oorspronkelijke naam: Rajmund Kolbe (Zduńska Wola, 8 januari 1894 – Auschwitz, 14 augustus 1941) was een Pools franciscaans conventueel, katholiek priester en martelaar die vanwege journalistieke verzetsactiviteiten gevangen werd gezet in het naziconcentratiekamp Auschwitz I. Hij werd in 1982 heilig verklaard.

## Jonge levensjaren
Kolbe volgde in 1906 onderwijs in een handelsschool, die hij al in 1907 verliet. In dat jaar trad hij in bij de franciscanen en vertrok naar het franciscaanse klein-seminarie in Lviv. Na drie jaar verblijf in deze onderwijsinstelling werd Kolbe toegelaten tot het noviciaat. Hij nam toen zijn kloosternaam Maximiliaan Maria aan. In 1912 studeerde hij korte tijd in Krakau, maar werd al gauw naar Rome gestuurd om er filosofie en theologie te studeren. Met Allerheiligen 1914 legde Kolbe de eeuwige geloften af en in 1918 volgde zijn priesterwijding. In 1919 beëindigde de intussen tweevoudige doctor zijn universitaire studies in Rome.
Zijn zeven jaren in Rome hadden grote invloed op Kolbe. Hij werd er geconfronteerd met de worsteling van de Rooms-Katholieke Kerk met het modernisme en de secularisatie. Maximiliaan Maria zoekt zijn persoonlijke antwoord hierop en richt eind 1917 de Militia Immaculatæ op, de "soldaten van de Onbevlekte", die een "morele kruistocht tegen de zonde" moeten gaan voeren. Zij spannen zich in voor de katholieke jeugd en pers. Kolbe plaatst een geloofsoffensief onder leiding van Maria-Onbevlekt-Ontvangen tegenover het defensieve beleid van de wereldkerk. In zijn publicaties veroordeelt Kolbe de vrijmetselarij, het communisme, het zionisme en het kapitalisme.
De Militia Immaculatæ zou later uitgroeien tot een van de voornaamste anti-maçonnieke genootschappen binnen de katholieke kerk.

## Professor in Polen
In 1919 vertrok Kolbe weer naar het inmiddels onafhankelijk geworden Polen om als professor filosofie en kerkgeschiedenis aan het Franciscaanse seminarie van Krakau te doceren. In 1921 nam hij in Krakau zijn journalistieke bezigheden weer op en startte het maandblad "Rycerz Niepokalanej" ("Ridders van de Onbevlekte"). Vanaf 1922 zette hij deze activiteiten voort vanuit Grodno. Uiteindelijk stichtte hij ten westen van Warschau een eigen aan Maria gewijde "stad", Niepokalanów (letterlijk: "onbevlekt"), die naast een klooster ook pers- en conferentiecentra, onderwijsinstituten, een treinstation en een vliegveld bevat.

## Werkzaam in Azië
Tussen 1930 en 1936 werkte Kolbe in Azië, met name in het Japanse Nagasaki, in China en India om zijn "Ridders van de Onbevlekte" ook in die landen onder de aandacht te brengen. Na zijn thuiskeer in 1936 werd hij de gardiaan van Niepokalanów. Dit Poolse klooster was een bloeiend centrum van katholieke media en telde in 1939 bijna 800 bewoners en was daarmee het grootste klooster ter wereld. Na de Duitse inval herbergde het klooster zo'n 3.000 vluchtelingen, waarvan twee derde joods was. Pater Kolbe spoorde zijn medebroeders aan te volharden in het verspreiden van anti-naziboodschappen via de eigen radio en drukpers. Enkele dagen na de bezetting van Niepokalanów in september 1939 werden hiervoor meer dan dertig Franciscanen gearresteerd, waaronder ook Kolbe. Na drie maanden kwam Kolbe vooralsnog vrij. Hij hervatte zijn werkzaamheden en viel de nazi's door zijn radio-uitzendingen en kranten hevig aan. Deze werden dan ook verboden. Ondertussen gaf hij in de "Stad van de Onbevlekte" ook onderdak aan vervolgden. Zo ving hij vele duizenden burgers uit Binnen-Polen op, waaronder 2000 Joden.

## Gevangene in Auschwitz
Op 17 februari 1941 werd Kolbe door de Gestapo ingerekend en naar Warschau overgebracht. Vanaf mei 1941 zat Kolbe in het naziconcentratiekamp Auschwitz I. Na een vermeende ontsnappingspoging van een gevangene uit de barak van Kolbe werden tien mannen veroordeeld tot de hongerdood in een bunker. Kolbe bood zich aan als plaatsvervanger voor een vader van twee kinderen, genaamd Franz Gajowiczek. Het tiental werd op 31 juli 1941 ingesloten. Toen op 14 augustus nog steeds vier mannen, onder wie Kolbe, in leven waren, kregen zij een dodelijke injectie met fenol.
Paus Paulus VI verklaarde Maximiliaan Maria Kolbe op 17 oktober 1971 zalig. Op 10 oktober 1982 verklaarde paus Johannes Paulus II hem tot martelaar en werd hij heilig verklaard. Franz Gajowiczek overleefde uiteindelijk de oorlog en was tijdens de heiligverklaring aanwezig in Rome. Kolbe geldt als beschermheilige tegen drugsverslaving en is patroon van de journalistiek en de mobiele telefonie. Zijn gedachtenis wordt gevierd op 14 augustus.